# Криштопа, Иван Сергеевич
Иван Сергеевич Криштопа (23 сентября 1988, Кущёвская, Краснодарский край) — российский игрок в мотобол.
Начал играть 9 лет, выступал за команду «Комета» Кущёвская (2002—2004), с 2005 — за «Металлург» Видное. С 2007 года — игрок сборной команды России. Мастер спорта России международного класса.
Выпускник Российского государственного университета физической культуры, спорта, молодёжи и туризма (2010).
По состоянию на 2015 год был женат на Анне, дочери Игоря Колыванова, дочь Ева (род. 2012).

## Достижения
- Чемпион Европы (4): 2015—2018.
- Чемпион России (13): 2005—2017.
  - Серебряный призёр чемпионата России: 2018.
- Обладатель Кубка России (13): 2005—2017.